# 陈俊 (唐朝)
陈俊（公元881年？—1324年），字克明，福建永泰人。《永泰县志》中聲稱陳俊是福建永嘉县山区汤泉村（今永泰县梧桐乡汤埕村）人，生于唐朝僖宗中和辛丑年（公元881年），死于元朝。泰定甲子年（公元1324年），其寿命长达443歲，所以人称“小彭祖”。

## 生平
据民国版《永泰县志》记载，因为陈俊年纪大，无儿无女，所以由村裡人轮流供养。传说随着年纪增大，陈俊肌体逐渐萎缩，身躯变得愈来愈小，“形如小孩”，行动十分不便。人们就用麻竹编制了一个特大的菜篮子，然后把他放在菜篮內，挑到田边。这样他们可以一边幹农活，一边照顾他。因此，当地流传着“菜篮公”的故事。陈俊去世后，人们为他雕刻了一尊塑像，然后把遗骨和塑像都放在汤泉庙中。